# Elecciones estatales de Guerrero de 1980
Las Elecciones estatales de Guerrero de 1980 se llevaron a cabo el domingo 7 de diciembre de 1980, y en ellas se renovaron los siguientes cargos de elección popular:
- Gobernador de Guerrero. Titular del Poder Ejecutivo del estado, electo para un periodo de seis años no reelegibles en ningún caso, el candidato electo fue Alejandro Cervantes Delgado.
- 77 ayuntamientos. Compuestos por un Presidente Municipal y regidores, electos para un periodo de tres años no reelegibles para el periodo inmediato.
- Diputados al Congreso del Estado. Electos por mayoría relativa en cada uno de los Distrito Electorales.

## Resultados electorales

### Gobernador
| Partido/Alianza | Partido/Alianza                                                                  | Candidato | Candidato                         | Votos   | Porcentaje |
| --------------- | -------------------------------------------------------------------------------- | --------- | --------------------------------- | ------- | ---------- |
|                 | Partido Acción Nacional                                                          |           |                                   | 3,971   | 1.1        |
|                 | Partido Revolucionario Institucional Partido Auténtico de la Revolución Mexicana |           | Alejandro Cervantes Delgado Hecho | 325,089 | 90.2       |
|                 | Partido Comunista Mexicano                                                       |           | Othón Salazar                     | 13,191  | 3.7        |
|                 | Partido Demócrata Mexicano                                                       |           |                                   | 2,745   | 0.8        |
|                 | Partido Popular Socialista                                                       |           | Martín Tavira Urióstegui          | 1,045   | 0.3        |
|                 | Partido Socialista de los Trabajadores                                           |           |                                   | 11,391  | 3.2        |
| Total           | Total                                                                            | Total     | Total                             | 360,265 | 100.0      |

Fuente: Instituto de Mercadotecnia y Opinión

### Ayuntamientos

#### Ayuntamiento de Acapulco
- Amín Zarur Ménez  Hecho